# Espermatòfits
Els espermatòfits (Spermatophyta) o fanerògames (Phanerogamae) són un grup monofilètic del regne de les plantes (Plantae) amb rang de superdivisió. Comprenen tots els llinatges de plantes vasculars que produeixen llavors.
Avui en dia els espermatòfits són, per molt, el llinatge més extens de plantes vasculars, amb unes 270.000 espècies vivents. Un sol subclade és el responsable d'aquesta diversitat: les angiospermes, o plantes amb flors amb periant. Altres subclades, normalment agrupats com a gimnospermes, són les cícades, els ginkgos, les coníferes i els gnetals, totes elles no productores de flors periantades.

## Etimologia
El nom científic prové del grec σπέρμα (sperma, que significa 'llavor'), i φυτόν (fiton, que significa 'planta'), que es tradueix com "plantes amb llavor". La circumscripció del grup (és a dir, els tàxons dels quals és compost) coincideix exactament amb la de l'antic tàxon al qual Linné va donar el nom de fanerògames, que per tant és un sinònim d'aquesta divisió. A causa que en els espermatòfits el gra de pol·len produeix un tub pol·línic per arribar a l'òvul i fer possible la fecundació, aquest grup també havia estat anomenat dels embriòfits sifonògams (del grec 'embrios': embrió; 'fiton': planta; 'xifos': tub; 'gamos': unió sexual); literalment, "plantes amb embrió la unió sexual del qual ocorre amb tub". També han rebut el nom d'antòfils que significa plantes amb flors. De vegades, l'argot científic es refereix genèricament a aquest grup com embriòfits, deixant fora als embriòfits asifonògams que es reprodueixen per espores on hi ha els briòfits i les falgueres i afins.

## Cicle de vida i estructures reproductives dels espermatòfits
Els espermatòfits poden definir-se com traqueobionts amb les següents característiques:
1. Com a tots els traqueobionts, hi ha dues generacions multicel·lulars alternades, denominats gametòfit i esporòfit. El gametòfit és taloïde i l'esporòfit organitzat en teixits i òrgans, és a dir és un corm (amb sistema vascular, arrel i plançó). Com a tots els eufil·lòfits, el plançó de l'esporòfit creix gràcies al seu meristema apical, i la tija principal i es ramifica en branques laterals, i a més a més té fulles ("eufil·los").
2. Als espermatòfits l'alternança de generacions gametofítica i esporofítica es dona en forma emmascarada, ja que el gametòfit es desenvolupa completament dins les estructures de l'esporòfit (àdhuc als grups més primitius encara s'hi pot observar anteridis i arquegonis).
3. Posseeixen un cicle de vida heterospòric, amb gametòfit de desenvolupament endospòric (l'esporòfit dona espores femenines dins les quals es desenvolupa el gametòfit femení, i espores masculines dins les quals el gametòfit masculí).
4. Els esporangis neixen sempre a les fulles (les fulles fèrtils s'anomenen "esporofil·les"). Als espermatòfits, les fulles fèrtils, portadores d'esporangis, sempre estan sobre una branca de creixement limitat ("braquiblast"). Per tant, al corm apareix una nova estructura, característica dels espermatòfits: la flor (una branca de creixement definit portadora de fulles fèrtils). Morfològicament, en la flor pot diferenciar-se un eix que s'origina al plançó i que presenta una o dues bràctees, que acaba en un receptacle on es troben els megasporofil·les que donaran les megàspores, i els microsporofil·les o androceus que donaran les micròspores.
  1. A la flor les fulles fèrtils portadores de megasporangis (els "megasporofil·les") contindran el megasporangi dins el qual es produeix la meiosi. Tres dels productes de la meiosi degeneren i el sobrevivent es desenvolupa en l'única espora femenina o "megàspora" del megasporangi, que a diferència del que passa a les altres plantes vasculars, mai no abandona el megasporangi, és una característica distintiva dels espermatòfits. La megaspora produeix al seu interior el gametòfit femení, que en el seu estat adult pot ser de poques (sis) o moltes cèl·lules, que tampoc no abandona mai la megaspora ("gametòfit endosporic", fenomen comú en les plantes heterospòriques). El gametòfit femení produeix al seu interior una o diversos gàmetes femenins o "ous" (com en tots els embriòfits, el gàmeta femení mai no abandona el gametòfit femení). Aquesta nova estructura (megasporangi + megaspora + gametòfit + gàmeta) s'anomena òvul.
    1. La coberta del megasporangi per mitosi va formant les cobertes protectores del futur embrió (anomenades teguments, 1 en gimnospermes i 2 en angiospermes), pot haver-hi una part del megasporangi que es transformi en una coberta de teixit de reserva (nucel·la).
    2. Com que en els espermatòfits la megaspora mai no abandona el megasporangi, aquest posseeix una obertura relativament especialitzada per rebre el gra de pol·len i aconseguir la fecundació. Aquesta obertura del megasporangi s'anomena micròpil. En les gimnospermes, l'òvul i el seu micròpil estan exposats, en les angiospermes estan coberts pel carpel (fulla fèrtil portadora d'esporangis). El gametòfit femení produeix els gàmetes femenins prop de l'obertura del micròpil.

  2. A la flor, les fulles fèrtils portadores de microsporangis (els "microsporofil·les") s'anomenen androceus i hi desenvolupen el microsporangi (que en els androceus dels espermatòfits s'anomena "sac pol·línic") que donarà les microspores, cadascuna contindrà un sol gametòfit masculí (el gametòfit masculí madur cobert per la paret de la microspora és el "gra de pol·len"). Els grans de pol·len seran alliberats a l'exterior (mitjancant l'obertura del sac pol·línic o microsporangi) per a que, d'una manera o altre, es produeixi la "pol·linització" .
5. La pol·linització és el transport del pol·len, mitjançant agents externs, fins a les estructures de la flor femenina preparades per a rebre'l. En les gimnospermes, el pol·len es transporta directament al micròpil, en les angiospermes es transporta a l'androceu del carpel. Els agents externs són principalment el vent (fenomen d'anemofília, comú en les gimnospermes) o els animals (fenomen de zoofília, comú en les angiospermes).
6. Quan la pol·linització té èxit, el gametòfit masculí creix, travessa la paret del gra de pol·len i emet un tub pol·línic o haustori, que emetrà, segons els casos, els anterozoides poliflagel·lats -caràcter primitiu- o els nuclis espermàtics -caràcter avançat- a l'òvul, i es produeix la fecundació.
7. Després de la fecundació el gametòfit femení per mitosi va formant un teixit nutritiu de reserva (haploide en gimnospermes, anomenat protal·lus o endosperma primari, triploide en angiospermes per fecundació amb un nucli espermàtic del pol·len, anomenat endosperma).
8. Com a tots els embriòfits, el zigot per mitosi es transforma en un embrió, que creix nodrit pel gametòfit femení mitjançant una placenta. Als espermatòfits, l'embrió en madurar entra en estat de latència envoltat de les estructures del gametòfit -protal·lus o endosperma- i esporangi femenins -nucel·la o no, un o dos teguments- formant la llavor.
9. L'embrió és bipolar amb meristema apical i meristema radical.
10. La llavor madura és alliberada convertint-se en la unitat de dispersió (a diferència de l'espora dels pteridòfits).
11. En condicions adients, la llavor germina (desperta de la latència). La primera frase de la germinació és l'absorció d'aigua i després se segueix desenvolupant l'embrió per mitosi, nodrit al principi pels teixits de reserva de la llavor i després pels seus propis productes de la fotosíntesi, donant així el nou esporòfit adult.

## Evolució dels espermatòfits
Com es pot observar als seu grup germà, les falgueres, els espermatòfits descendeixen d'un ancestre caracteritzat per l'homospòria (una sola mena d'espora i gametòfits sempre bisexuals). Un pas crític en el desenvolupament de la llavor fou l'evolució de l'heterospòria: la producció de dos tipus d'espores, les megaspores i les microspores, que donen els gametòfits femenins i masculins respectivament.
L'heterospòria s'originà moltes vegades de forma independent en llinatges no emparentats amb plantes vasculars (hi ha exemples als licòfits, a equisetòpsids i a polipodiòpsids), en molts d'aquests casos el desenvolupament de l'heterospòria fou seguit d'una reducció del nombre de megàspores funcionals. En la línia que conduí les plantes amb llavor, a l'esporòfit adult que desenvolupa els megasporangis, es produeix la mitosi de només una cèl·lula per megasporangi, i per avortament de tres dels productes de la meiosi, el nombre de megàspores funcionals és reduït a només un megàspora funcional per megasporangi. Aquesta única megàspora funcional, en el llinatge dels espermatòfits fou retinguda dins el megasporangi, desenvolupant-hi el seu gametòfit femení i gàmeta femení completament dins el megasporangi de la generació esporofítica anterior. Finalment el megasporangi desenvolupà els teguments deixant obert el petit orifici anomenat micròpil.
El coneixement dels orígens de la llavor es basa principalment en fòssils ben preservats del Devonià tardà i Carbonífer proper, que s'anomenaven "progimnospermòfits" o "falgueres amb llavor". Cal recordar que la diferenciació entre un brot principal i branques laterals ja havia evolucionat en el llinatge de les eufil·lofites. El primer que apareix al llinatge que derivà als espermatòfits fou trobat al Devonià tardà, i és l'aparició de troncs molt grans, amb fusta força semblant en la seva estructura a la de les coníferes modernes. Aquests troncs estaven connectats a sistemes enormes de branques que tenien moltes fulles petites. Archaeopteris es va descobrir com a heterospòrica, però encara sense formar llavors.
La reconstrucció més exacta i la ubicació a l'arbre filogenètic d'Archaeopteris i d'altres progimnospermòfits com Aneurophyton, fou fonamental perquè els científics poguessin establir tant l'origen de l'heterospòria com el de la producció de fusta, i arribar a la conclusió que tots dos eren anteriors a l'evolució de la llavor. Per tant, és incorrecte afirmar que aquests dos fòssils pertanyen a un grup monofilètic més gran, que s'anomenà Lignophyta, perquè ja produïen fusta.
Anàlisis curoses (per exemple la de Serbet i Rothwell el 1992) han revelat que les primeres llavors estaven situades en cúpules i cada llavor es cobria per una excrescència de la paret de l'esporangi que formava una càmera especialitzada per rebre el pol·len, o "càmera pol·línica". Aquesta estructura probablement s'ajudava d'una secreció d'una gota enganxifosa ("gota de pol·linització") per capturar els grans de pol·len.
Els teixits del tegument extern probablement deriven d'una sèrie d'esporangis estèrils, que inicialment tingueren la forma d'una sèrie de lòbuls a l'àpex de la llavor, més que la forma d'un micròpil diferenciat.
|  |

## Taxonomia i filogènia
Les anàlisis multigenètiques moleculars han demostrat que els espermatòfits es divideixen en dos grans grups: gimnospermes i angiospermes, La filogènia més actualitzada (2014) de les plantes vivents amb llavor presenta els subgrups següents:
|  | Cycadidae  |
|  |            |
|  | Ginkgoidae |
|  |            |

|  | Pinidae (P) |
|  |             |
|  | Gnetidae    |
|  |             |

|  | Cycadidae  |
|  |            |
|  | Ginkgoidae |
|  |            |

|  | Pinidae (P) |
|  |             |
|  | Gnetidae    |
|  |             |

|  | Magnoliidae + Chloranthales                                                             |
|  |                                                                                         |
|  | \| \| Eudicotyledoneae + Ceratophyllales \| \| \| \| \| \| Monocotyledoneae \| \| \| \| |
|  |                                                                                         |
|  | Eudicotyledoneae + Ceratophyllales                                                      |
|  |                                                                                         |
|  | Monocotyledoneae                                                                        |
|  |                                                                                         |

|  | Eudicotyledoneae + Ceratophyllales |
|  |                                    |
|  | Monocotyledoneae                   |
|  |                                    |

|  | Magnoliidae + Chloranthales                                                             |
|  |                                                                                         |
|  | \| \| Eudicotyledoneae + Ceratophyllales \| \| \| \| \| \| Monocotyledoneae \| \| \| \| |
|  |                                                                                         |
|  | Eudicotyledoneae + Ceratophyllales                                                      |
|  |                                                                                         |
|  | Monocotyledoneae                                                                        |
|  |                                                                                         |

|  | Eudicotyledoneae + Ceratophyllales |
|  |                                    |
|  | Monocotyledoneae                   |
|  |                                    |

|  | Cycadidae  |
|  |            |
|  | Ginkgoidae |
|  |            |

|  | Pinidae (P) |
|  |             |
|  | Gnetidae    |
|  |             |

|  | Cycadidae  |
|  |            |
|  | Ginkgoidae |
|  |            |

|  | Pinidae (P) |
|  |             |
|  | Gnetidae    |
|  |             |

|  | Magnoliidae + Chloranthales                                                             |
|  |                                                                                         |
|  | \| \| Eudicotyledoneae + Ceratophyllales \| \| \| \| \| \| Monocotyledoneae \| \| \| \| |
|  |                                                                                         |
|  | Eudicotyledoneae + Ceratophyllales                                                      |
|  |                                                                                         |
|  | Monocotyledoneae                                                                        |
|  |                                                                                         |

|  | Eudicotyledoneae + Ceratophyllales |
|  |                                    |
|  | Monocotyledoneae                   |
|  |                                    |

|  | Magnoliidae + Chloranthales                                                             |
|  |                                                                                         |
|  | \| \| Eudicotyledoneae + Ceratophyllales \| \| \| \| \| \| Monocotyledoneae \| \| \| \| |
|  |                                                                                         |
|  | Eudicotyledoneae + Ceratophyllales                                                      |
|  |                                                                                         |
|  | Monocotyledoneae                                                                        |
|  |                                                                                         |

|  | Eudicotyledoneae + Ceratophyllales |
|  |                                    |
|  | Monocotyledoneae                   |
|  |                                    |

## Famílies, gèneres, espècies, nomenclatura, distribució, forma vital
Cada espècie dels espermatòfits i de la resta de plantes superiors rep un nom científic binomial (nom del gènere i epítet específic) i es categoritza (classificació científica), els gèneres s'agrupen en famílies i en grups superiors. La llarga llista de aquestes plantes (270.000) són tractades en obres d'abast mundial o d'abast continental, regional o local. Són també freqüents el tractament per grups (com ara gimnospermes, angiospermes; famílies: gramínies, lleguminoses, palmes, etc.), per temes (arbres i arbusts, plantes crasses, herbes, etc.) o per l'ús que se’n fa (aliments, fruita, medicinal, fusta, ornamental, etc,).
Els noms comuns de les espècies són molt variats, provenen del llenguatge comú, de traduccions d'altres llengües i també traducció i adaptació del noms científics. Sovint en els texts botànics els noms comuns es troben en diverses llengües (Multilingüisme i noms de plantes i animals).
Les obres botàniques generals, a grans trets, podem dir a nivell:
Mundial: Algunes obres botàniques són d'abast mundial i tracten del conjunt (o una part) de les espècies d'Espermatòfits (de les plantes en general) i comprenen les famílies /gèneres /espècies amb un abast mundial amb noms científics, sinònims, distribució, forma vital, en alguns casos noms comuns, etc. També enllacen amb l'ús agrícola, forestal, ornamental, etc. de les plantes: WCSP, The Plant List, IPNI, Wikispecies (ca), GRIN-Global, Mabberley's Plant-book, Mansfeld's, MMPND (ca), The Gymnosperm Database (ca), Tropicos, PFAF, etc.
D'abast menor: continental, regional i de Països Catalans són útils, a més de les obres esmentades, algunes d'altres (ca: contenen noms en llengua catalana): efloras, Dictionary of trees (1 North America, 2 South America), Euro+Med PlantBase (ca), IATE, EPPO (ca), New World Fruits Database, Tela Botanica (ca), Biosfera (ca), Flora iberica (ca), Anthos (ca), Flora dels Països Catalans (ca), Noms de plantes (TERMCAT; ca), Liber Herbarum II (ca), Termium-Plus, Diccionario de plantas de interés agrícola (ca), Plantas medicinales (ca), Xycol (ca), etc.
A l'apartat següent hi ha les Fonts bibliogràfiques completes de les obres esmentades.
Hem repassat algunes de les obres que tenen un abast geogràfic important i que permeten un coneixement global de les espècies de plantes, naturalment infinitat d'altres obres ens il·lustren sobre espècies les plantes com ara multitud de flores locals, comarcals, regionals, obres de divulgació de grups de plantes, etc.
Distribució geogràfica: Per fer les referències geogràfiques de cada tàxon: WGSRPD-World Geographical Scheme for Recording Plant Distributions (R. K. Brummitt). és utilitzada internacionalment i en concret per WCSP, GRIN-Global, etc.
Forma vital: Forma vital de Raunkjaer
La informació basada en aquestes fonts esmentades es recopila per exemple a les taules que es poden veure als gèneres Cupressus, Chamaecyparis; Asparagus, Castanea, Corylus, Fraxinus, Salix, Thymus, Juglans, Carya, etc., a la família Juglàndàcies, etc.